# رهبری مشترک دربار و شوگون‌سالاری
کوبو گاتای (به ژاپنی: 公武合体 Kōbu gattai)، اتحاد بین دربار و شوگون‌سالاری یک سیاست در باکوماتسو در ژاپن بود که هدف آن به دست آوردن هماهنگی سیاسی مابین دربار امپراتوری در کیوتو و شوگون‌سالاری توکوگاوا بود. فلسفه کوبو گاتای کاملاً برخلاف سون‌نو جوای (حرمت‌گزاری به امپراتور، اخراج اجنبی) بود. در اوایل سال ۱۸۶۴ کوبو گاتای بر این منوال قرار گرفت که شوگون امور مملکتی را به نام امپراتور اداره کند و یک گروه مشورتی از دایمیو‌ها (اربابان فئودالی)  در سیاست و تدبیر کارها شرکت داشته باشند، اما این ترکیب تازه انسجام لازم را برای کارِ گروهی نداشت و در نتیجه پیش از پایان سال از هم پاشید.

## بررسی اجمالی
پس از اردوکشی ناخدا پری، ناتوانی شوگون‌سالاری توکوگاوا از نظر سیاسی در رسیدن به یک اتفاق نظر در مورد چگونگی رسیدگی به خواسته‌های خارج از کشور که خواستار پایان دادن ژاپن به سیاست انزوای ملی یا ساکوکو بودند منجر به امضای معاهدات نابرابر با قدرت‌های خارجی شد. این اقدام منجر شد که اعضای دربار (کوگه) با ملاقات مستقیم با اعضای حوزه‌های مختلف فئودالی، در کیوتو ملاقات مستقیم داشته باشند و در سیاست ملی دخالت کنند. در سال ۱۸۵۸ ،تایرو (ژاپن) (معادل با نخست‌وزیر امروزی)، ای نائوسوکه با به کار بردن خشونت و انجام تصفیه آنسی سعی کرد به تبانی و تماس مستقیم دایمیو‌ها (اربابان فئودالی) و درباریان پایان دهد و کسانی که از اقتدار او و سیاست‌های تجارت خارجی حمایت نمی‌کردند را مجازات کند. در حالی که به‌طور همزمان روابط نزدیکتر بین شوگون‌سالاری توکوگاوا و دربار امپراتوری را گسترش می‌داد. این امر به شکل گرفتن یک ازدواج سیاسی بین شوگون، توکوگاوا ایه‌موچی و خواهر کوچکتر امپراتور، چیکاکو، شاهدخت کازو منجر شد.
به دنبال قتل ای نائوسوکه در حادثه ساکورادامون (۱۸۶۰) در سال ۱۸۶۰ و تلاش برای ترور جانشین او، آندو نوبوماسا، ایدهٔ کوبو گاتای کمرنگ شد. طرفداران جنبش سوننو جوئی، که سعی در سرنگونی شوگون‌سالاری و بازگرداندن قدرت سیاسی به امپراتور داشتند، به شدت مخالف کوبوگاتای بودند همچنین بزرگانی مانند شیمازو هیسامیتسو از قلمروی ساتسوما؛ و ماتسودایرا یوشیناگااز قلمروی فوکوئی به دنبال یک پیشنهاد مصالحه بودند تا خاندان توکوگاوا مقداری از سلطه‌اش را تحت سیستم پارلمانی به سبک اروپایی حفظ کند. علی‌رغم این مخالفت‌ها، ازدواج بین شوگون، توکوگاوا ایه‌موچی و چیکاکو، شاهدخت کازو در سال ۱۸۶۲ انجام شد. توکوگاوا ایه‌موچی چهار سال بعد در سال ۱۸۶۶ درگذشت، و در آن زمان وقایع به‌طور فزاینده ای مفهوم کوبو گاتای را منسوخ کرد. در سال ۱۸۶۸، جنگ جنگ بوشین و اصلاحات میجی در نهایت به کوبو گاتای پایان داد.